# Ultras nel mondo: curve infuocate
Ultras nel mondo: curve infuocate o Football Hooligans con Michele Dalai (Football Hooligans International) è una serie di dieci documentari trasmessi su Discovery Channel. Si tratta della versione italiana dei celebri The Real Football Factories e The Real Football Factories International, girati in lingua inglese.
Danny Dyer, attore inglese già protagonista del film The Football Factory, gira il mondo alla scoperta del lato violento del tifo calcistico.
La serie è divisa in otto puntate, ognuna incentrata su una particolare area geografica: Balcani, Paesi Bassi, Polonia, Russia, Argentina, Brasile, Turchia ed Italia. Nella puntata italiana Dyer incontra il gruppo juventino Drughi, gli ultras dell'Atalanta ed assiste al Derby di Roma, osservando la partita un tempo nella curva della tifoseria romanista e l'altro in quella della tifoseria laziale.
La serie è andata in onda in Italia a partire da giovedì 4 ottobre 2007, alle ore 22, su Discovery Channel Italia.
Nel 2023 è stata trasmessa in seconda serata su DMAX.

## Episodi[1]
| Episodio | Stato          | Squadre                                                | Prima TV (UK)  | Prima TV (IT)    |
| -------- | -------------- | ------------------------------------------------------ | -------------- | ---------------- |
| 1        | Turchia        | Fenerbahçe Galatasaray Göztepe Karşıyaka               | 21 maggio 2007 | 4 ottobre 2007   |
| 2        | Argentina      | Independiente Racing Club Vélez Sarsfield Boca Juniors | 28 maggio 2007 | 13 ottobre 2007  |
| 3        | Italia         | Juventus Atalanta Roma Lazio                           | 4 giugno 2007  | 20 ottobre 2007  |
| 4        | Croazia Serbia | Dinamo Zagabria Hajduk Spalato Stella Rossa Partizan   | 11 giugno 2007 | 27 ottobre 2007  |
| 5        | Paesi Bassi    | Ajax Feyenoord HVV                                     | 18 giugno 2007 | 3 novembre 2007  |
| 6        | Brasile        | Flamengo Grêmio Palmeiras Botafogo                     | 25 giugno 2007 | 10 novembre 2007 |
| 7        | Polonia        | Lechia Danzica KS Cracovia Wisła Cracovia              | 2 luglio 2007  | 17 novembre 2007 |
| 8        | Russia         | CSKA Mosca Spartak Mosca Zenit San Pietroburgo         | 9 luglio 2007  | 24 novembre 2007 |